# Bourneville (Eure)
Bourneville és un municipi francès situat al departament de l'Eure i a la regió de Normandia. L'any 2007 tenia 841 habitants.

## Demografia

### Població
El 2007 la població de fet de Bourneville era de 841 persones. Hi havia 343 famílies, de les quals 71 eren unipersonals (20 homes vivint sols i 51 dones vivint soles), 126 parelles sense fills, 122 parelles amb fills i 24 famílies monoparentals amb fills.
La població ha evolucionat segons el següent gràfic:
Habitants censats

### Habitatges
El 2007 hi havia 381 habitatges, 342 eren l'habitatge principal de la família, 33 eren segones residències i 6 estaven desocupats. 359 eren cases i 18 eren apartaments. Dels 342 habitatges principals, 254 estaven ocupats pels seus propietaris, 85 estaven llogats i ocupats pels llogaters i 3 estaven cedits a títol gratuït; 13 tenien dues cambres, 55 en tenien tres, 95 en tenien quatre i 178 en tenien cinc o més. 276 habitatges disposaven pel capbaix d'una plaça de pàrquing. A 154 habitatges hi havia un automòbil i a 155 n'hi havia dos o més.

### Piràmide de població
La piràmide de població per edats i sexe el 2009 era:
| Homes | Edats   | Dones |
| ----- | ------- | ----- |
| 0     | 95 o +  | 0     |
| 0     | 90 a 94 | 0     |
| 0     | 85 a 89 | 0     |
| 4     | 80 a 84 | 8     |
| 16    | 75 a 79 | 8     |
| 28    | 70 a 74 | 20    |
| 24    | 65 a 69 | 32    |
| 12    | 60 a 64 | 20    |
| 20    | 55 a 59 | 20    |
| 28    | 50 a 54 | 20    |
| 24    | 45 a 49 | 32    |
| 24    | 40 a 44 | 36    |
| 28    | 35 a 39 | 24    |
| 24    | 30 a 34 | 16    |
| 20    | 25 a 29 | 36    |
| 20    | 20 a 24 | 4     |
| 16    | 15 a 19 | 24    |
| 32    | 10 a 14 | 12    |
| 28    | 5 a 9   | 24    |
| 16    | 0 a 4   | 24    |

## Economia
El 2007 la població en edat de treballar era de 525 persones, 392 eren actives i 133 eren inactives. De les 392 persones actives 357 estaven ocupades (199 homes i 158 dones) i 35 estaven aturades (8 homes i 27 dones). De les 133 persones inactives 54 estaven jubilades, 41 estaven estudiant i 38 estaven classificades com a «altres inactius».

### Ingressos
El 2009 a Bourneville hi havia 345 unitats fiscals que integraven 867,5 persones, la mediana anual d'ingressos fiscals per persona era de 18.373 €.

### Activitats econòmiques
Dels 38 establiments que hi havia el 2007, 1 era d'una empresa alimentària, 4 d'empreses de fabricació d'altres productes industrials, 7 d'empreses de construcció, 8 d'empreses de comerç i reparació d'automòbils, 2 d'empreses de transport, 5 d'empreses d'hostatgeria i restauració, 1 d'una empresa immobiliària, 5 d'empreses de serveis, 4 d'entitats de l'administració pública i 1 d'una empresa classificada com a «altres activitats de serveis».
Dels 13 establiments de servei als particulars que hi havia el 2009, 1 era una oficina de correu, 3 tallers de reparació d'automòbils i de material agrícola, 2 paletes, 1 guixaire pintor, 2 lampisteries, 1 perruqueria i 3 restaurants.
Dels 6 establiments comercials que hi havia el 2009, 1 era una botiga de més de 120 m², 1 una botiga de menys de 120 m², 2 carnisseries, 1 una botiga de material de revestiment de parets i terra i 1 una joieria.
L'any 2000 a Bourneville hi havia 29 explotacions agrícoles que ocupaven un total de 900 hectàrees.

## Equipaments sanitaris i escolars
L'únic equipament sanitari que hi havia el 2009 era una farmàcia.
El 2009 hi havia una escola elemental.

## Poblacions més properes
El següent diagrama mostra les poblacions més properes.